# Stopselzieher-Klettersteig
Der Stopselzieher-Klettersteig ist Teil des schnellsten Zustieges zur Zugspitze und verläuft durch den Stopselzieher, eine natürlich ausgewaschene Rinne auf der Westseite der Zugspitze. Ab der Wiener-Neustädter-Hütte ist die Zugspitze über den Steig in ca. 2,5 bis 3 Stunden erreichbar. Der Klettersteig wird mit der Schwierigkeitsstufe A/B (leicht) bewertet.